# Алісія Кок Шун
Алісія Кок Шун (20 листопада 2004) — мавританська плавчиня.
Учасниця Олімпійських Ігор 2020 року, де в попередніх запливах на дистанції 100 метрів брасом посіла 38-ме місце і не потрапила до півфіналів.